# Chromoplast
Chromoplasten (von altgriechisch χρῶμα chroma „Farbe“ und altgriechisch πλαστός plastós „geformt“) sind Plastiden, die Xanthophylle oder Carotine enthalten und die Pflanzenteile, in denen sie vorkommen, gelb, orange oder rot (anstatt grün wie die Chloroplasten) färben. Sie betreiben keine Photosynthese und dienen dem Anlocken von Tieren (für die Pollenübertragung und Samenverteilung) bzw. entstammen (wie bei roten Tomaten) dem Altern. Manchmal besitzen sie jedoch keinen ökologischen Nutzen, wie zum Beispiel bei der Karotte, deren orange Färbung unterirdisch kein Tier anlocken kann.
Die Chromoplasten sind verantwortlich für viele Blütenfarben sowie Farben mancher Früchte oder Wurzeln, wie zum Beispiel bei der roten oder gelben Paprika oder der Karotte. 
Die Chromoplasten der Blütenblätter und von Früchten können aus Leukoplasten oder jungen Chloroplasten entstehen. Wie alle Plastiden enthalten sie zirkuläre DNA in mehreren Kopien und damit das komplette Plastom. Zudem führen sie spezielle Syntheseleistungen aus (z. B. Pigmentsynthese), besitzen aber kein Chlorophyll mehr und sind deswegen photosynthetisch inaktiv.
Davon ausgenommen enthalten die Chromoplasten einiger Pflanzen in geringen Mengen auch Chlorophyll (zum Beispiel Braunalgen). Chromoplasten sind, wie auch die Chloroplasten, in Fett besser löslich als in Wasser.
Aufgrund bestimmter Trägerstrukturen, an denen die Carotinoide (Carotine und Xanthophylle) gebunden sind, werden verschiedene Typen von Chromoplasten unterschieden:
- Globulärer Typ: Er enthält Lipidglobuli (Durchmesser 0,2–1 µm), in denen die Pigmente angereichert sind. Sie entsprechen den Plastoglobuli.
- Tubulärer Typ: Die Chromoplasten sehen im Elektronenmikroskop aus wie Röhren, sind aber fadenförmige Flüssigkeitskristalle, die von einer Hülle aus Lipiden und dem Protein Fibrillin umgeben sind.
- Kristalloider Typ: Diese haben eine rechteckig oder rhombische Struktur, bestehen jedoch nur zu 20–45 % aus Beta-Carotin.
- Membranöser Typ: Als Träger der Pigmente fungieren Membranen, die in Gestalt zahlreicher konzentrischer Hohlkugeln ineinandergeschachtelt sind.[1][2]